# ماکوله
ماکوله، روستایی از توابع بخش مرکزی شهرستان گلپایگان در استان اصفهان ایران است. 

## جمعیت
این روستا در دهستان کناررودخانه قرار دارد و براساس سرشماری مرکز آمار ایران در سال ۱۳۸۵، جمعیت آن ۸۸ نفر (۲۶خانوار) بوده‌است. 